# 多肥駅
多肥駅（たひえき）は、香川県高松市多肥上町に開業予定の、高松琴平電気鉄道（ことでん）琴平線の駅である。

## 歴史
- 2025年（令和7年）1月17日：駅名が決定する[2]。
- 2026年（令和8年）度：開業予定。

## 駅周辺
- 香川県道147号太田上町志度線バイパス
- 香川県道166号岩崎高松線
- 香川県道280号高松香川線
- ラ・ムー高松中央店
- ハローズ多肥店
  - 高松多肥郵便局
- 高松市立多肥小学校
- ビッグ・エス本社・ケーズデンキ高松本店
- 高松南警察署
- 香川県高松土木事務所
- 香川県立高松桜井高等学校
- 香川県済生会病院
- 香川県立聴覚支援学校

## 隣の駅
高松琴平電気鉄道
■琴平線
太田駅（K05） - 多肥駅 - 仏生山駅（K06）